# Jordan Zemura
Jordan Bhekithemba Zemura, född 14 november 1999, är en professionell fotbollsspelare som spelar som vänsterback för Udinese. Zemura är född i England och representerar Zimbabwes landslag.

## Karriär
Den 12 april 2023 meddelade Udinese att de värvat Zemura som skrev på ett fyraårskontrakt med start säsongen 2023/2024.